# Drumshanbo
Drumshanbo (Iers: Droim Seanbhó) is een plaats in het Ierse graafschap Leitrim. De plaats telt 1061 inwoners. De plaats ligt aan Lough Allen, het derde grootste meer aan de Shannon. 